# Emilia (Sängerin)

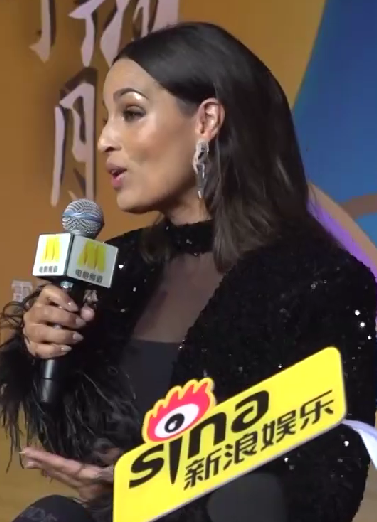
Emilia (Standbild aus Video)

Hanna Emilia Rydberg Mitiku (* 5. Januar 1978 in Stockholm), auch mit den Künstlernamen Emilia und Emilia Mitiku bekannt, ist eine schwedische Sängerin äthiopischer Abstammung.

## Karriere
Mit 18 Jahren bekam Emilia einen Vertrag als Sängerin. 1998 veröffentlichte sie die Single Big Big World, die zum Welthit wurde. Die Single war Anfang 1999 in vielen europäischen Ländern Nr. 1 in den Charts und verkaufte sich weltweit über vier Millionen Mal. Danach veröffentlichte Emilia weitere Singles, unter anderem 2001 das Duett When You Are Here mit Oli.P. Folgende Singles und ihr zweites Album waren nur noch in Schweden erfolgreich.
Nach einer mehrjährigen Pause trat Rydberg 2004 in der ProSieben-Show Comeback – Die große Chance auf, aus der sie wegen einer Gallensteinoperation vorzeitig ausschied und den fünften Platz hinter Limahl, Coolio, Benjamin Boyce und Chris Norman belegte.
Am 6. Dezember 2006 veröffentlichte Emilia die schwedischsprachige Single Var minut, die Platz 2 in Schweden erreichte. Am 11. April 2007 folgte die zweite Single En sång om kärleken aus ihrem dritten Album Små ord av kärlek.
Im Mai 2008 erschien mit I Won’t Cry auch wieder eine Single außerhalb Schwedens, gefolgt von I Can Do It im Oktober 2008.
Im März 2009 nahm Emilia mit dem Titel You’re My World am Melodifestivalen 2009 teil.

## Diskografie

### Studioalben
| Jahr | Titel             | Höchstplatzierung, Gesamtwochen, AuszeichnungChartplatzierungen (Jahr, Titel, Platzierungen, Wochen, Auszeichnungen, Anmerkungen) | Höchstplatzierung, Gesamtwochen, AuszeichnungChartplatzierungen (Jahr, Titel, Platzierungen, Wochen, Auszeichnungen, Anmerkungen) | Höchstplatzierung, Gesamtwochen, AuszeichnungChartplatzierungen (Jahr, Titel, Platzierungen, Wochen, Auszeichnungen, Anmerkungen) | Höchstplatzierung, Gesamtwochen, AuszeichnungChartplatzierungen (Jahr, Titel, Platzierungen, Wochen, Auszeichnungen, Anmerkungen) | Höchstplatzierung, Gesamtwochen, AuszeichnungChartplatzierungen (Jahr, Titel, Platzierungen, Wochen, Auszeichnungen, Anmerkungen) | Anmerkungen                                                |
| Jahr | Titel             | DE | AT | CH | UK | SE | Anmerkungen                                                |
| ---- | ----------------- | --- | --- | --- | --- | --- | ---------------------------------------------------------- |
| 1998 | Big Big World     | DE6 (21 Wo.)DE | AT6 (12 Wo.)AT | CH2 Gold · (17 Wo.)CH | — | SE14 Platin · (19 Wo.)SE | Erstveröffentlichung: 15. Dezember 1998                    |
| 2000 | Emilia            | — | — | CH43 (4 Wo.)CH | — | SE51 (5 Wo.)SE | Erstveröffentlichung: 18. November 2000                    |
| 2007 | Små ord av kärlek | — | — | — | — | SE22 (5 Wo.)SE | Erstveröffentlichung: 18. April 2007                       |
| 2009 | My World          | — | — | — | — | — | Erstveröffentlichung: 23. September 2009                   |
| 2012 | I Belong to You   | — | — | — | UK22 (4 Wo.)UK | — | Erstveröffentlichung: 2012 als Emilia Mitiku               |
| 2016 | So Wonderful      | — | — | — | — | — | Erstveröffentlichung: 30. September 2016 als Emilia Mitiku |

### Singles
| Jahr | Titel Album                             | Höchstplatzierung, Gesamtwochen, AuszeichnungChartplatzierungen (Jahr, Titel, Album, Platzierungen, Wochen, Auszeichnungen, Anmerkungen) | Höchstplatzierung, Gesamtwochen, AuszeichnungChartplatzierungen (Jahr, Titel, Album, Platzierungen, Wochen, Auszeichnungen, Anmerkungen) | Höchstplatzierung, Gesamtwochen, AuszeichnungChartplatzierungen (Jahr, Titel, Album, Platzierungen, Wochen, Auszeichnungen, Anmerkungen) | Höchstplatzierung, Gesamtwochen, AuszeichnungChartplatzierungen (Jahr, Titel, Album, Platzierungen, Wochen, Auszeichnungen, Anmerkungen) | Höchstplatzierung, Gesamtwochen, AuszeichnungChartplatzierungen (Jahr, Titel, Album, Platzierungen, Wochen, Auszeichnungen, Anmerkungen) | Höchstplatzierung, Gesamtwochen, AuszeichnungChartplatzierungen (Jahr, Titel, Album, Platzierungen, Wochen, Auszeichnungen, Anmerkungen) | Anmerkungen                                               |
| Jahr | Titel Album                             | DE | AT | CH | UK | US | SE | Anmerkungen                                               |
| ---- | --------------------------------------- | --- | --- | --- | --- | --- | --- | --------------------------------------------------------- |
| 1998 | Big Big World                           | DE1 Platin · (22 Wo.)DE | AT1 Platin · (20 Wo.)AT | CH1 Gold · (23 Wo.)CH | UK5 Silber · (14 Wo.)UK | US92 (2 Wo.)US | SE1 ×3Dreifachplatin · (15 Wo.)SE | Erstveröffentlichung: 17. September 1998                  |
| 1998 | Good Sign Big Big World                 | DE32 (9 Wo.)DE | AT34 (5 Wo.)AT | CH27 (9 Wo.)CH | UK54 (2 Wo.)UK | — | SE16 (6 Wo.)SE | Erstveröffentlichung: Dezember 1998                       |
| 1999 | Twist of Fate Big Big World             | — | — | — | — | — | SE37 (7 Wo.)SE | Erstveröffentlichung: April 1999                          |
| 2000 | Sorry I’m in Love Emilia                | — | — | — | — | — | SE17 Gold · (14 Wo.)SE | Erstveröffentlichung: Oktober 2000                        |
| 2001 | Kiss by Kiss Emilia                     | DE56 (9 Wo.)DE | — | CH52 (11 Wo.)CH | — | — | — | Erstveröffentlichung: März 2001                           |
| 2001 | When You Are Here P.ulsschlag           | DE45 (5 Wo.)DE | — | — | — | — | — | Erstveröffentlichung: 22. Oktober 2001 Oli.P feat. Emilia |
| 2006 | Var minut Små ord av kärlek             | — | — | — | — | — | SE2 (20 Wo.)SE | Erstveröffentlichung: Dezember 2006                       |
| 2007 | En sång om kärleken Små ord av kärlek   | — | — | — | — | — | SE14 (8 Wo.)SE | Erstveröffentlichung: April 2007                          |
| 2009 | You’re My World My World                | — | — | — | — | — | SE11 (9 Wo.)SE | Erstveröffentlichung: März 2009                           |
| 2013 | You’re Not Right for Me I Belong to You | — | — | — | UK79 (1 Wo.)UK | — | — | Erstveröffentlichung: Februar 2013 als Emilia Mitiku      |

## Auszeichnungen für Musikverkäufe
| Goldene Schallplatte - Frankreich - 1999: für die Single Big Big World - Neuseeland - 1999: für die Single Big Big World - Spanien - 1999: für das Album Big Big World Platin-Schallplatte - Niederlande - 1998: für die Single Big Big World - Norwegen - 1998: für das Album Big Big World | 2× Platin-Schallplatte - Belgien - 1999: für die Single Big Big World - Norwegen - 1998: für die Single Big Big World |

Anmerkung: Auszeichnungen in Ländern aus den Charttabellen bzw. Chartboxen sind in ebendiesen zu finden.
| Land/RegionAuszeichnungen für Musikverkäufe (Land/Region, Auszeichnungen, Verkäufe, Quellen) | Silber  | Gold     | Platin       | Verkäufe | Quellen                   |
| -------------------------------------------------------------------------------------------- | ------- | -------- | ------------ | -------- | ------------------------- |
| Belgien (BRMA)                                                                               | —       | —        | 2× Platin2   | 100.000  | ultratop.be               |
| Deutschland (BVMI)                                                                           | —       | —        | Platin1      | 500.000  | musikindustrie.de         |
| Frankreich (SNEP)                                                                            | —       | Gold1    | —            | 250.000  | snepmusique.com           |
| Neuseeland (RMNZ)                                                                            | —       | Gold1    | —            | 7.500    | aotearoamusiccharts.co.nz |
| Niederlande (NVPI)                                                                           | —       | —        | Platin1      | 75.000   | nvpi.nl                   |
| Norwegen (IFPI)                                                                              | —       | —        | 3× Platin3   | 90.000   | ifpi.no                   |
| Österreich (IFPI)                                                                            | —       | —        | Platin1      | 50.000   | ifpi.at                   |
| Schweden (IFPI)                                                                              | —       | Gold1    | 4× Platin4   | 185.000  | sverigetopplistan.se SE2  |
| Schweiz (IFPI)                                                                               | —       | 2× Gold2 | —            | 50.000   | hitparade.ch              |
| Spanien (Promusicae)                                                                         | —       | Gold1    | —            | 50.000   | elportaldemusica.es       |
| Vereinigtes Königreich (BPI)                                                                 | Silber1 | —        | —            | 200.000  | bpi.co.uk                 |
| Insgesamt                                                                                    | Silber1 | 6× Gold6 | 12× Platin12 |          |                           |